# Youn In-wan
임달영
Œuvres principales
Première œuvre : Island (manhwa)
Autres ouvrages :
- Le Nouvel Angyo Onshi

Dans ce nom coréen, le nom de famille, Youn, précède le nom personnel.
Youn In-wan (임달영) est un manhwaga né le 27 juillet 1976 en Corée du Sud. Il est principalement scénariste et travaille en collaboration avec le dessinateur Yang Kyung-il, et, bien qu'ils soient sud-coréens, la plupart de leurs œuvres sont d'abord publiées au Japon.

## Biographie
Youn In-wan commence sa carrière de manhwaga en 1997 avec Island en collaboration avec Yang Kyung-il qui s'occupe de l'illustration.
En 2001, il commence le manga Le Nouvel Angyo Onshi, toujours en collaboration avec Yang Kyung-il et  prépublié dans le magazine japonais Sunday GX (Shōgakukan). Le succès du manga lui vaut une adaptation en film d'animation en 2006, coproduit par les studios japonais Oriental Light and Magic et sud-coréen Character Plan.

## Œuvres
- 1997-1998 : Island avec Yang Kyung-il, 7 volumes (Enterbrain, Panini Comics)
- 2001-2007 : Le Nouvel Angyo Onshi avec Yang Kyung-il, 17 volumes (Shôgakukan, Pika Édition)
- 2004 : Déjà vu avec Park Sung-woo, Yang Kyung-il, Yoon Seung-ki, Kim Tae-hyung, one shot (Daiwon C.I., Soleil)
- 2007 : Let's Bible avec Yang Kyung-il, one shot (Square Enix)
- 2007 : Shin Angyo Onshi Gaiden avec Yang Kyung-il, one shot (Shôgakukan),un prequel au manga, Le Nouvel Angyo Onshi
- 2008 : Akuma Bengoshi Kukabara avec Yang Kyung-il, one shot, (Shôgakukan)
- 2008-2009 : Burning Hell avec Yang Kyung-il, 1 volume (Shôgakukan)
- 2009-2011 : Defense Devil avec Yang Kyung-il, 10 volumes (Shôgakukan)basé sur le one shot "Akuma Bengoshi Kukabara".
- 2010-2012 :Westwood Vibrato avec Kim Sun Hee,4 volumes(Shôgakukan)
- 2011-en cours : Watashi no yoru wa anata no hiru yori utsukushii avec BOHA, (Shūeisha)
- 2014-2018 : Distant Sky avec  Kim Sun Hee, 10 volumes (Naver)